# Aslan Karacev
Aslan Kazbekovič Karacev, accreditato dall'ATP con la traslitterazione anglosassone Aslan Karatsev (in russo Аслан Казбекович Карацев? ; Vladikavkaz, 9 settembre 1993), è un tennista russo.
Nel circuito maggiore ha vinto tre titoli in singolare, tra cui l’ATP 500 di Dubai nel 2021 e uno in doppio, ha fatto parte delle squadre russe che hanno conquistato la Coppa Davis 2020-2021 e la ATP Cup 2021. I suoi migliori ranking ATP sono stati il 14º posto in singolare e il 76º in doppio.
È stato il primo giocatore dell’era Open ad aver raggiunto la semifinale al suo debutto nel tabellone principale di una prova del Grande Slam, impresa compiuta all'Australian Open 2021. Vanta inoltre la medaglia d'argento conquistata nel doppio misto ai Giochi Olimpici di Tokyo nel 2021 in coppia con Elena Vesnina, assieme alla quale ha raggiunto anche la finale di doppio misto all'Open di Francia 2021.

## Biografia
Nato nell'Ossezia Settentrionale-Alania da genitori ebrei, all'età di tre anni si trasferisce con la famiglia in Israele, dove impara a giocare a tennis e diventa il nº 1 nella sua categoria. Lo scarso supporto della federazione tennistica israeliana lo porta a 12 anni a tornare in Russia con il padre per poter fare carriera nel tennis, mentre la madre e la sorella rimangono in Israele. A 15 anni si trasferisce a Taganrog, nella Russia sud-occidentale, e comincia a giocare con più intensità. A 18 anni approda a Mosca, e a 21 conosce l'ex top 20 Dmitrij Tursunov, che si prende cura di lui e lo convince a proseguire la formazione tennistica a Halle, in Germania. Dopo due anni si sposta a Barcellona e nel periodo spagnolo subisce l'infortunio al ginocchio che rischia di porre fine alla sua carriera e che lo tiene lontano dai campi per sei mesi. In seguito trascorre alcuni mesi anche in Croazia. Secondo quanto dichiarato da Karacev, una delle chiavi del suo successo è stato l'incontro con il giovane coach bielorusso Yahor Yatsyk, che diventa il suo allenatore e nel 2018 lo porta ad allenarsi a Minsk.

## Carriera

### Inizi
Debutta tra i professionisti nel circuito ITF giocando in doppio al torneo Futures Russia F3 nell'agosto 2009 e il mese dopo esordisce in singolare al Russia F8. Dopo questi due isolati tornei tornerà nel circuito ITF nel 2011, iniziando a giocare con continuità tra i professionisti. Guadagna il primo punto nel ranking in doppio in agosto vincendo il suo primo match da professionista nel Futures Russia F7, mentre la prima vittoria in singolare arriva in dicembre al primo turno del torneo Turkey F34. Il mese dopo viene eliminato al primo turno delle qualificazioni al torneo di Kazan, alla sua prima esperienza nell'ATP Challenger Tour. A Kazan vince però il suo primo incontro in un tabellone principale di un Challenger in doppio. Nel marzo 2012 disputa nel torneo Russia F6 la sua prima semifinale ITF in doppio; in singolare arriva per la prima volta in semifinale in giugno al Russia F8, perdendo in tre set contro Nikoloz Basilašvili. Grazie a una wild-card, il mese dopo debutta nel main draw di un Challenger a Penza ed esce al primo turno. In agosto perde la sua prima finale in doppio, disputata al torneo Russia F13. In settembre si iscrive per la prima volta alle qualificazioni in singolare di un torneo ATP a San Pietroburgo e viene eliminato al primo incontro.

### 2013: primi titoli ITF e top 300
Nel maggio 2013 disputa la sua prima finale da professionista e vince il titolo al torneo Futures Russia F7 battendo in due set Artem Smyrnov. Nel giro di un mese vince altri due Futures nei tornei Russia F8 e Egypt F12. In luglio supera per la prima volta le qualificazioni di un Challenger a Recanati, perdendo al primo turno del main draw. I primi incontri vinti nei tornei Challenger arrivano il mese dopo a Kazan, dove raggiunge i quarti di finale in singolare. In settembre conquista il primo titolo Futures in doppio al torneo Russia F13. Qualche giorno dopo, grazie a una wild card, fa il suo debutto nel circuito ATP al torneo di San Pietroburgo e al primo turno perde contro il nº 20 del mondo Michail Južnyj dopo avergli strappato un set. Nel torneo di doppio di San Pietroburgo raggiunge la semifinale in coppia con Dmitrij Tursunov, che è stato il suo mentore nei primi anni tra i professionisti. In ottobre supera per la prima volta le qualificazioni in un torneo ATP a Mosca; viene di nuovo eliminato al primo turno ma entra per la prima volta tra i top 300 del ranking dopo i quarti raggiunti nel secondo Challenger di Kazan la settimana successiva.

### 2014: prime finali Challenger
Nel maggio 2014 disputa a Samarcanda la prima finale Challenger in carriera e viene sconfitto in due set da Farrukh Dustov, risultato che lo porta al 223º posto della classifica mondiale, suo nuovo best ranking. Fa la sua prima esperienza in un torneo del Grande Slam in giugno venendo eliminato al primo incontro di qualificazione a Wimbledon. In settembre raggiunge la sua prima finale Challenger in doppio a Brașov in coppia con Valerij Rudnev, perdendo in tre set contro Daniele Giorgini/Adrian Ungur. In novembre raggiunge i quarti al Challenger di Ortisei battendo in due set il nº 63 ATP Simone Bolelli, primo top 100 da lui sconfitto in carriera. Questo e altri discreti risultati nei Challenger lo mantengono a ridosso della 200ª posizione mondiale e chiude il 2014 al 218º posto.

### 2015: primi titoli Challenger e top 200

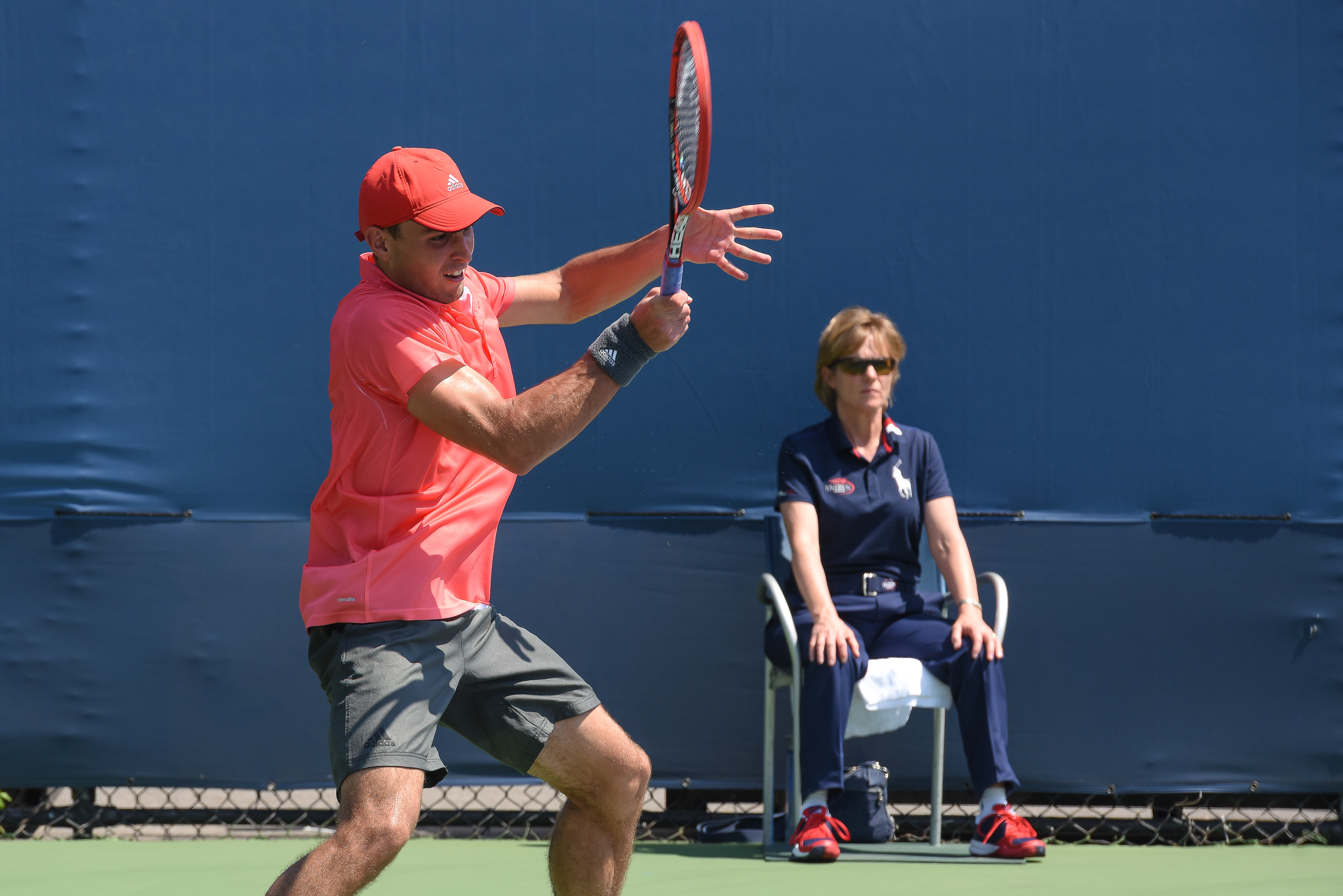
Karacev alle qualificazioni degli US Open 2015

Dopo la mancata qualificazione all'Australian Open, nel marzo 2015 vince il suo primo torneo Challenger in singolare a Kazan' battendo in finale in tre set Konstantin Kravčuk, risultato che gli fa scalare 41 posizioni nel ranking e lo proietta nella top 200, al 167º posto. In aprile vince il torneo di doppio al Challenger turco di Batman in coppia con Jaraslaŭ Šyla, superando in finale i quotati Mate Pavić/Michael Venus. Vince un incontro nelle qualificazioni di Wimbledon, ma viene eliminato al turno successivo. In luglio rappresenta la Russia all'Universiade di Gwangju e si aggiudica la medaglia d'argento in singolare e quella di bronzo nel doppio misto. Tenta per la prima volta di qualificarsi agli US Open, supera i primi due turni e al turno decisivo viene eliminato da Michael Berrer. In ottobre supera le qualificazioni al torneo ATP di Mosca e al primo turno vince per la prima volta un match del circuito maggiore piegando in due set Michail Južnyj prima di essere eliminato in tre set dal nº 34 ATP Philipp Kohlschreiber. Si mette in luce anche nel torneo di doppio, raggiungendo i quarti in coppia con Daniil Medvedev. Nella seconda parte della stagione perde posizioni nel ranking e chiude l'anno al 195º posto, dopo che aveva raggiunto il 153º in maggio.

### 2016: esordio in Coppa Davis
Nel marzo 2016 non riesce a confermare il titolo vinto l'anno prima a Kazan, e viene sconfitto in finale in due set da Tobias Kamke. In luglio fa il suo debutto nella squadra russa di Coppa Davis nella sfida contro l'Olanda. Viene schierato in singolare l'ultima giornata a risultato già acquisito dai russi e batte in tre set Matwé Middelkoop, confezionando il 4-1 finale. La settimana dopo perde la finale del Challenger di Tampere, sconfitto in tre set da Kimmer Coppejans. Nel prosieguo della stagione raramente supera il primo turno nei Challenger e non disputa alcun incontro nel circuito maggiore; non riesce a rientrare nella top 200 dalla quale era uscito in marzo.

### 2017-2019: infortunio, crollo nel ranking e lenta risalita
Il momento negativo continua nel 2017, nel quale gli unici risultati di rilievo sono i quarti di finale al Challenger di Quimper in gennaio e la medaglia d'oro nel doppio maschile in coppia con Richard Muzayev all'Universiade del 2017 a Taipei in agosto. Aveva ripreso a giocare a Taipei dopo 3 mesi di inattività a causa di un serio infortunio al ginocchio che aveva messo in dubbio il prosieguo della carriera e che sarà per diversi mesi anche un ostacolo psicologico per ritrovare la fiducia in sé stesso. Dopo le Universiadi sta fermo un altro mese, rientra nel circuito ITF per un solo torneo ed è quindi costretto ad altre 9 settimane di convalescenza per i problemi al ginocchio. Ritorna definitivamente a giocare in dicembre, vince il torneo Qatar F5 a Doha in singolare e perde la finale in doppio. Chiude la stagione al 625º posto ATP dopo essere stato 764º in ottobre. Inizia il 2018 vincendo in gennaio i Futures Egypt F1 e Egypt F2, prova quindi senza successo la via delle qualificazioni per alcuni tornei Challenger e ripiega sui tornei ITF vincendo in luglio il France F13. Nel frattempo dirada le presenze nei tornei di doppio, vincendo nel 2018 solo il Turkey F18 in maggio. Tornato tra i top 400, rientra nel circuito Challenger senza ottenere risultati di rilievo. In novembre vince i Futures Tunisia F41 e F42 ma i miglioramenti nel ranking sono relativi e alla fine del 2018 si trova in 485ª posizione. Si rilancia nel 2019 con dei buoni risultati nei Challenger e dopo la semifinale raggiunta in agosto a Sopot rientra nella top 300. Patisce quindi una serie quasi ininterrotta di sconfitte e solo in dicembre si riscatta vincendo un torneo ITF a Doha, chiudendo il 2019 al 289º posto del ranking.

### 2020: due titoli Challenger e 111º posto nel ranking
Nel gennaio 2020 torna a disputare una finale Challenger a Bangkok, persa al tiebreak del set decisivo contro Attila Balázs. Termina la prima parte della stagione con i quarti nel Challenger kazako di Nur-Sultan, a cui fa seguito la lunga pausa che il tennis mondiale si prende per la pandemia di COVID-19. Karacev rientra rigenerato in agosto arrivando in finale al primo Challenger di Praga, persa contro Stan Wawrinka, e vincendo quello tenutosi subito dopo nella capitale ceca battendo in finale Tallon Griekspoor. Si conferma la settimana dopo vincendo la finale del Challenger di Ostrava contro Oscar Otte. Con 15 vittorie su 16 incontri disputati risale dalla 253ª alla 116ª posizione del ranking. Eliminato al terzo turno di qualificazione al Roland Garros, vince il suo secondo incontro in un torneo ATP superando in tre set il nº 48 ATP Tennys Sandgren a San Pietroburgo, prima di essere eliminato in tre set dal nº 17 Karen Chačanov. In novembre ottiene un'altra vittoria nel circuito maggiore al primo turno dell'ATP 250 di Sofia, salendo al 111º posto del ranking.

### 2021: semifinale all'Australian Open, primi titoli ATP in singolare e doppio, trionfi in Coppa Davis e ATP Cup e 15º nel ranking
Al suo decimo tentativo, in gennaio accede per la prima volta al tabellone principale di un torneo del Grande Slam superando le qualificazioni all'Australian Open 2021, tenutesi in via eccezionale a Doha. A inizio febbraio vince con la Russia l'ATP Cup, pur perdendo tutti e tre gli incontri di doppio disputati a risultato già acquisito nelle vittoriose sfide contro Argentina, Germania e Giappone. La settimana successiva debutta all'Australian Open e si spinge a sorpresa fino alle semifinali eliminando tra gli altri la testa di serie nº 8 Diego Schwartzman, la nº 20 Félix Auger-Aliassime, al quale rimonta due set, e nei quarti la nº 18 Grigor Dimitrov, diventando il primo debuttante nell'era Open a raggiungere le semifinali di uno Slam. Nel confronto con il nº 1 al mondo e futuro vincitore del torneo Novak Đoković viene sconfitto per 3-6, 4-6, 2-6. Con le imprese di Melbourne guadagna 72 posizioni nel ranking ed entra per la prima volta nella top 100, al 42º posto.
Vince il suo primo titolo ATP nel torneo di doppio a Doha in coppia con Andrej Rublëv, battendo in finale la coppia Marcus Daniell / Philipp Oswald per 7-5, 6-4. In singolare viene eliminato al secondo turno al terzo set dal nº 4 del mondo Dominic Thiem. Al successivo ATP 500 di Dubai conquista il suo primo titolo del circuito maggiore in singolare, battendo in finale Lloyd Harris con il punteggio di 6-3, 6-2, dopo aver ottenuto la seconda vittoria in carriera su un top 10 in semifinale contro Rublëv. Il risultato gli consente di portare il best ranking alla 27ª posizione. A fine marzo entra per la prima volta nel tabellone principale di un Masters 1000 a Miami e viene eliminato al terzo turno da Sebastian Korda, che gli concede solo 3 giochi.

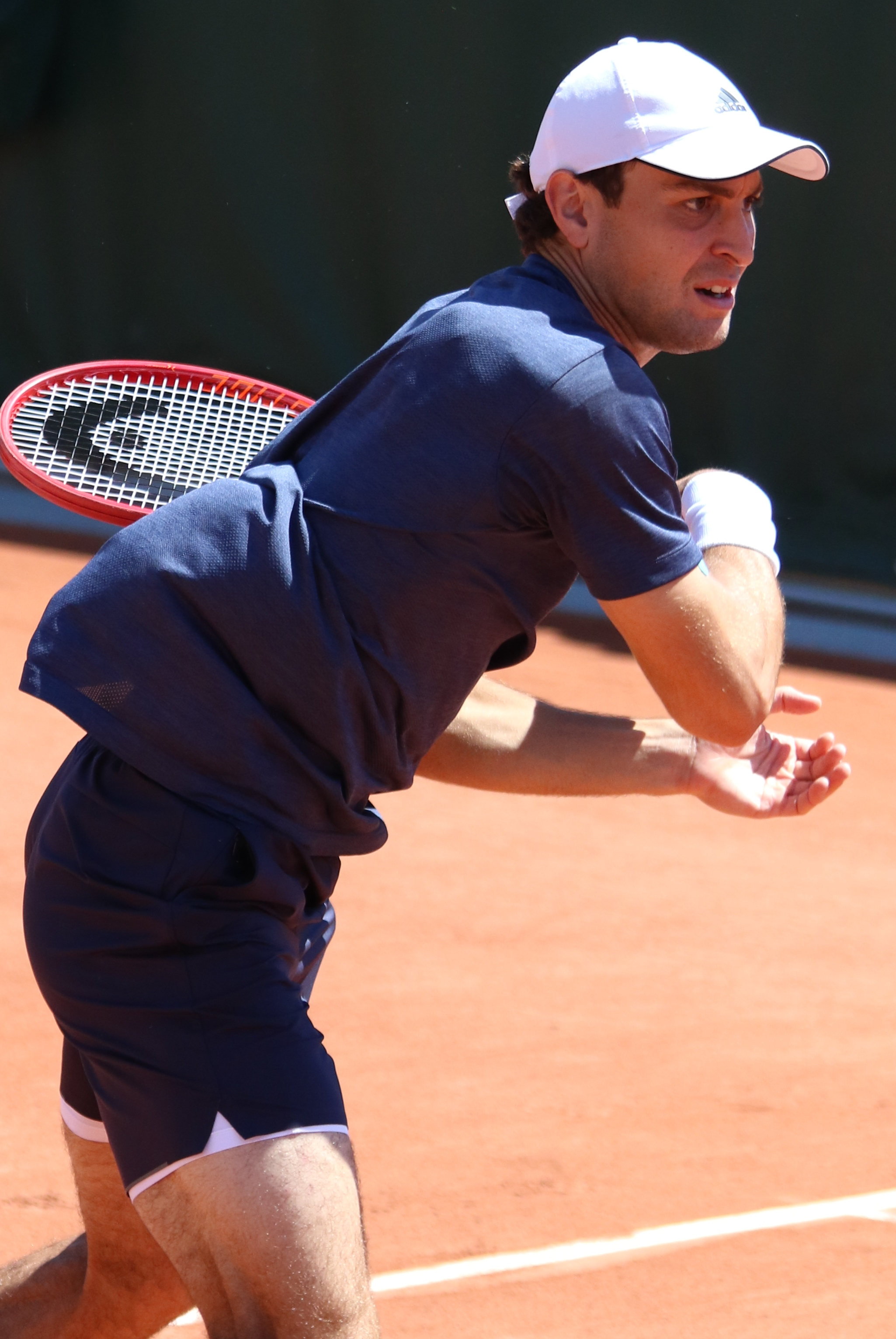
Karacev all'Open di Francia 2021

Apre la stagione europea su terra battuta a Monte Carlo, al primo turno supera Lorenzo Musetti e viene eliminato al secondo da Stefanos Tsitsipas, che vincerà il torneo. A Belgrado salva un match-ball contro Aljaž Bedene e si impone al tiebreak del terzo set. In semifinale restituisce al padrone di casa Đoković la sconfitta subita in semifinale all'Australian Open; nel corso dell'incontro, che dura 3 ore e 25 minuti, salva 23 palle break e vince con il punteggio di 7-5, 4-6, 6-4. Alla sua seconda finale ATP in singolare cede a Matteo Berrettini, che si impone per 7-0 al tie-break del terzo set. Al Madrid Open supera nuovamente Diego Schwartzman e viene sconfitto al terzo turno da Aleksandr Bublik. Perde al terzo turno anche agli Internazionali d'Italia, da Reilly Opelka, dopo aver sconfitto il nº 2 del mondo Daniil Medvedev. Ha quindi inizio un periodo negativo e nei successivi sette tornei, compresi il Roland Garros e Wimbledon, non supera mai il secondo turno. Al Roland Garros si spinge in finale nel doppio misto in coppia con Elena Vesnina e vengono sconfitti da Desirae Krawczyk / Joe Salisbury.
Esce di scena al secondo turno in singolare anche al suo debutto olimpico ai Giochi di Tokyo, dove ancora con Elena Vesnina arriva in finale nel doppio misto e vengono sconfitti 11-13 nel set decisivo da Anastasija Pavljučenkova / Andrej Rublëv, aggiudicandosi così la medaglia d'argento. Nonostante le sconfitte subite, il 2 agosto si porta alla 23ª posizione mondiale, nuovo best ranking. Torna a vincere due incontri di fila in singolare agli US Open e viene eliminato al terzo turno da Jenson Brooksby. A San Diego supera al secondo turno il nº 12 ATP Hubert Hurkacz e viene sconfitto nei quarti da Dimitrov. Hurkacz si prende la rivincita negli ottavi di finale dell'Indian Wells Masters, dopo che Karacev aveva eliminato il nº 13 ATP Denis Shapovalov; a Indian Wells disputa inoltre la sua prima finale di doppio in un Masters 1000 e viene sconfitto in coppia con Rublëv da John Peers / Filip Polášek con il punteggio di 3-6, 6-7. Risale così 81 posizioni nel ranking di specialità e si porta alla 92ª.
Continua a progredire anche nel ranking di singolare conquistando a Mosca il secondo titolo ATP, non perde alcun set durante il torneo e in finale batte 6-2, 6-4 Marin Čilić; nonostante le sconfitte all'esordio nei successivi due tornei, l'8 novembre sale al 15º posto della classifica mondiale. Tredicesimo nella Race to Turin, a novembre giunge a Torino come riserva per le ATP Finals. La settimana successiva torna a giocare in Coppa Davis a distanza di cinque anni in occasione della fase finale del torneo, viene schierato solo in doppio e contribuisce al trionfo della squadra russa vincendo due dei tre incontri disputati. A dicembre riceve il premio ATP per il giocatore maggiormente migliorato nel corso dell'anno.

### 2022, un titolo ATP e 14º nel ranking
Vince il terzo titolo ATP all'esordio stagionale a Sydney, supera tra gli altri Lorenzo Sonego e Daniel Evans e in finale ha la meglio con un doppio 6-3 su Andy Murray, risultato con cui porta il best ranking alla 14ª posizione mondiale. Agli Australian Open non ripete le imprese compiute nell'edizione precedente, sconfitto al terzo turno da Adrian Mannarino. Vince solo tre dei successivi sedici incontri, e dopo l'eliminazione al primo turno a Belgrado, dove era arrivato in finale nell'edizione precedente, scende al 33º posto del ranking e in maggio si trova al 41º. In questo periodo raggiunge i quarti di finale con Rublëv nel torneo di doppio di Indian Wells e a maggio porta il best ranking di doppio alla 76ª posizione. All'Open di Francia esce al primo turno, sconfitto da Camilo Ugo Carabelli in cinque set. Non prende parte a Wimbledon e raggiunge i quarti di finale nei successivi tornei di Båstad e Amburgo, e in entrambi i casi viene eliminato da Francisco Cerúndolo. Nei successivi tornei stagionali subisce una serie quasi ininterrotta di sconfitte al primo turno, tra cui quella al agli US Open.

### 2023, prima semifinale Masters e prima finale ATP 500
Si mette in luce all'esordio stagionale del 2023 all'ATP di Pune, raggiunge la semifinale e viene eliminato da Tallon Griekspoor. Riprende a subire sconfitte al primo turno nei tornei successivi e a febbraio esce dalla top 100. Torna protagonista a Madrid, dove per la prima volta raggiunge i quarti di finale in un Masters 1000 con i successi sul nº 29 del mondo Botic van de Zandschulp, sul nº 19 Alex de Minaur e sul nº 3 Daniil Medvedev. Si spinge poi in semifinale eliminando la sorpresa del torneo Zhang Zhizhen e viene sconfitto in tre set da Jan-Lennard Struff. Guadagna così 68 posizioni nel ranking e risale alla 53ª. Al Roland Garros supera le qualificazioni e viene eliminato al secondo turno da Frances Tiafoe. Vince il suo primo incontro in carriera a Wimbledon battendo Luca Van Assche e al secondo turno cede al quarto set a Rublëv. Agli US Open esce di scena al terzo turno. Perde la semifinale allo Zhuhai Open contro Yoshihito Nishioka dopo i successi su Andy Murray e Cameron Norrie. Disputa la sua prima finale in un ATP a Tokyo dopo aver superato Frances Tiafoe e Alex de Minaur e cede in due set a Ben Shelton. Chiude la stagione al 35º posto del ranking.

### 2024, crollo nel ranking
Si ritira all'esordio stagionale al primo turno del Brisbane International per un infortunio a un ginocchio e si sottopone a un intervento chirurgico. Torna alle competizioni ad aprile inoltrato uscendo al primo turno del Madrid Open. Vince in totale un solo incontro nei successivi tornei europei, tra le eliminazioni al primo turno vi sono quelle al Roland Garros e a Wimbledon ed esce di nuovo dalla top 100. Viene escluso per decisione del CIO dalle Olimpiadi parigine per cause non specificate, non passando il test di neutralità a cui sono sottoposti tutti gli atleti di nazionalità russa. Continua il momento negativo nei mesi successivi, e quando perde i punti guadagnati a Tokyo l'anno prima, scende al 316º posto mondiale, la peggiore classifica dal luglio 2019. Rientra nella top 300 con i quarti di finale raggiunti al Challenger dello Slovak Open.

### 2025, un titolo Challenger
Inizia la nuova stagione giocando nel circuito Challenger e a gennaio vince a Nonthaburi il primo torneo disputato nel 2025. Il miglior risultato nel periodo successivo è la semifinale raggiunta in marzo al Challenger 50 di Chersonissos. A inizio maggio inizia un periodo di inattività.

## Statistiche

### Singolare

#### Vittorie (3)
| Legenda              |
| Grande Slam (0)      |
| ATP Finals (0)       |
| ATP Masters 1000 (0) |
| ATP Tour 500 (1)     |
| ATP Tour 250 (2)     |

| N. | Data            | Torneo                            | Superficie  | Avversario in finale | Punteggio |
| 1. | 20 marzo 2021   | Dubai Tennis Championships, Dubai | Cemento     | Lloyd Harris         | 6-3, 6-2  |
| 2. | 24 ottobre 2021 | Kremlin Cup, Mosca                | Cemento (i) | Marin Čilić          | 6-2, 6-4  |
| 3. | 15 gennaio 2022 | Sydney International, Sydney      | Cemento     | Andy Murray          | 6-3, 6-3  |

#### Finali perse (2)
| Legenda              |
| Grande Slam (0)      |
| ATP Finals (0)       |
| ATP Masters 1000 (0) |
| ATP Tour 500 (1)     |
| ATP Tour 250 (1)     |

| N. | Data            | Torneo                                 | Superficie  | Avversario in finale | Punteggio        |
| 1. | 25 aprile 2021  | Serbia Open, Belgrado                  | Terra rossa | Matteo Berrettini    | 1-6, 6-3, 6(0)-7 |
| 2. | 22 ottobre 2023 | Japan Open Tennis Championships, Tokyo | Cemento     | Ben Shelton          | 5-7, 1-6         |

### Doppio

#### Vittorie (1)
| Legenda              |
| Grande Slam (0)      |
| ATP Finals (0)       |
| ATP Masters 1000 (0) |
| ATP Tour 500 (0)     |
| ATP Tour 250 (1)     |

| N. | Data          | Torneo           | Superficie | Compagno      | Avversario in finale          | Punteggio |
| 1. | 12 marzo 2021 | Qatar Open, Doha | Cemento    | Andrej Rublëv | Marcus Daniell Philipp Oswald | 7-5, 6-4  |

#### Finali perse (1)
| Legenda              |
| Grande Slam (0)      |
| ATP Finals (0)       |
| ATP Masters 1000 (1) |
| ATP Tour 500 (0)     |
| ATP Tour 250 (0)     |

| N. | Data            | Torneo                          | Superficie | Compagno      | Avversario in finale     | Punteggio   |
| 1. | 17 ottobre 2021 | Indian Wells Open, Indian Wells | Cemento    | Andrej Rublëv | John Peers Filip Polášek | 3-6, 6(5)-7 |

### Doppio misto

#### Finali perse (2)
| Legenda                 |
| ----------------------- |
| Australian Open (0)     |
| Open di Francia (1)     |
| Torneo di Wimbledon (0) |
| US Open (0)             |
| Argenti Olimpici (1)    |

| N. | Data           | Torneo                  | Superficie  | Compagno      | Avversari in finale                    | Punteggio            |
| 1. | 10 giugno 2021 | Open di Francia, Parigi | Terra rossa | Elena Vesnina | Desirae Krawczyk Joe Salisbury         | 6-2, 4-6, [5-10]     |
| 2. | 1º agosto 2021 | Giochi olimpici, Tokyo  | Cemento     | Elena Vesnina | Anastasija Pavljučenkova Andrej Rublëv | 3-6, 7-6(5), [11-13] |

### Tornei minori

#### Singolare

##### Vittorie (14)
| Legenda tornei minori |
| Challenger (4)        |
| Futures (10)          |

| N.  | Data             | Torneo                            | Superficie  | Avversario in finale | Punteggio        |
| 1.  | 26 maggio 2013   | Russia F7, Kazan'                 | Terra rossa | Artem Smyrnov        | 6-4, 6-4         |
| 2.  | 2 giugno 2013    | Russia F8, Mosca                  | Terra rossa | Viktor Baluda        | 4-6, 6-2, 6-2    |
| 3.  | 23 giugno 2013   | Egypt F12, Sharm el-Sheikh        | Terra rossa | Karim Hossam         | 6-4, 7-5         |
| 4.  | 22 marzo 2015    | Kazan Kremlin Cup, Kazan'         | Cemento (i) | Konstantin Kravčuk   | 6-4, 4-6, 6-3    |
| 5.  | 17 dicembre 2017 | Qatar F5, Doha                    | Cemento     | Benjamin Hassan      | 6-4, 6-0         |
| 6.  | 21 gennaio 2018  | Egypt F1, Sharm el-Sheikh         | Cemento     | Yannick Mertens      | 6-1, 6-2         |
| 7.  | 28 gennaio 2018  | Egypt F2, Sharm el-Sheikh         | Cemento     | Artem Smyrnov        | 6-3, 6-2         |
| 8.  | 15 luglio 2018   | France F13, Ajaccio               | Cemento     | Remi Boutillier      | 7-6(6), 4-6, 6-3 |
| 9.  | 25 novembre 2018 | Tunisia F41, Monastir             | Cemento     | Ivan Gachov          | 6-4, 6-3         |
| 10. | 2 dicembre 2018  | Tunisia F42, Monastir             | Cemento     | Alexandre Müller     | 6-4, 4-6, 6-1    |
| 11. | 22 dicembre 2019 | M15 Doha, Doha                    | Cemento     | Aleksandre Bakshi    | 3-6, 6-2, 6-2    |
| 12. | 30 agosto 2020   | Prague Open II, Praga             | Terra rossa | Tallon Griekspoor    | 6-4, 7-6(6)      |
| 13. | 6 settembre 2020 | Ostrava Open Challenger, Ostrava  | Terra rossa | Oscar Otte           | 6-4, 6-2         |
| 14. | 4 gennaio 2025   | Nonthaburi Challenger, Nonthaburi | Cemento     | Grégoire Barrère     | 7-65, 7-5        |

##### Finali perse (8)
| N. | Data             | Torneo                              | Superficie  | Avversario in finale | Punteggio           |
| 1. | 18 maggio 2014   | Samarkand Challenger, Samarcanda    | Terra rossa | Farrukh Dustov       | 6(4)-7, 1-6         |
| 2. | 20 luglio 2014   | France F15, Saint-Gervais-les-Bains | Terra rossa | Martin Vaïsse        | 3-6, 3-6            |
| 3. | 20 marzo 2016    | Kazan Kremlin Cup, Kazan'           | Cemento (i) | Tobias Kamke         | 4-6, 2-6            |
| 4. | 24 luglio 2016   | Tampere Open, Tampere               | Terra rossa | Kimmer Coppejans     | 4-6, 6-3, 5-7       |
| 5. | 9 dicembre 2018  | Qatar F4, Doha                      | Cemento     | Gonçalo Oliveira     | 3-6, 5-7            |
| 6. | 23 dicembre 2018 | Qatar F6, Doha                      | Cemento     | Lorenzo Frigerio     | 6-2, 4-6, 5-7       |
| 7. | 19 gennaio 2020  | Bangkok Challenger, Bangkok         | Cemento     | Attila Balázs        | 6(5)-7, 6-0, 6(6)-7 |
| 8. | 23 agosto 2020   | I. ČLTK Prague Open, Praga          | Terra rossa | Stan Wawrinka        | 6(2)-7, 4-6         |

#### Doppio

##### Vittorie (4)
| Legenda tornei minori |
| Challenger (1)        |
| Futures (3)           |

| N. | Data             | Torneo               | Superficie  | Compagno            | Avversari in finale                  | Punteggio           |
| 1. | 8 settembre 2013 | Russia F13, Taganrog | Terra rossa | Michail Vaks        | Ivan Anikanov [ladzimir Kruk         | 3-6, 7-5, [10-5]    |
| 2. | 8 giugno 2014    | Russia F4, Mosca     | Terra rossa | Richard Muzaev      | Evgenij Elistratov Vladimir Poljakov | 6-2, 6-3            |
| 3. | 12 aprile 2015   | Batman Cup, Batman   | Cemento     | Jaraslaŭ Šyla       | Mate Pavić Michael Venus             | 7-6(4), 4-6, [10-5] |
| 4. | 13 maggio 2018   | Turkey F18, Adalia   | Terra rossa | Aleksandr Boborykin | Răzvan Codescu Dan Tomescu           | 6-4, 6-3            |

##### Finali perse (4)
| N. | Data             | Torneo                       | Superficie  | Compagno              | Avversari in finale                | Punteggio           |
| 1. | 26 agosto 2012   | Russia F13, Vsevoložsk       | Terra rossa | Vitalij Rešetnikov    | Vitalij Kačanovskij Richard Muzaev | 2-6, 3-6            |
| 2. | 7 settembre 2014 | Brașov Challenger, Brașov    | Terra rossa | Valerij Rudnev        | Daniele Giorgini Adrian Ungur      | 6-4, 6(4)-7, [1-10] |
| 3. | 26 luglio 2015   | The Hague Open, Scheveningen | Terra rossa | Andrej Kuznecov       | Ariel Behar Eduardo Dischinger     | 0-0 rit.            |
| 4. | 17 dicembre 2017 | Qatar F5, Doha               | Cemento     | Fran Zvonimir Zgombić | Tuna Altuna Markus Eriksson        | 1-6, 2-6            |

## Vittorie contro giocatori Top 10
| Stagione | 2021 | 2022 | 2023 | Totale |
| Vittorie | 5    | 0    | 1    | 6      |

| #    | Giocatore         | Ranking | Evento                            | Superficie  | Turno | Punteggio     |
| ---- | ----------------- | ------- | --------------------------------- | ----------- | ----- | ------------- |
| 2021 |                   |         |                                   |             |       |               |
| 1.   | Diego Schwartzman | 9       | Australian Open, Melbourne        | Cemento     | 3T    | 6-3, 6-3, 6-3 |
| 2.   | Andrej Rublëv     | 8       | Dubai Tennis Championships, Dubai | Cemento     | SF    | 6-2, 4-6, 6-4 |
| 3.   | Novak Đoković     | 1       | Serbia Open, Belgrado             | Terra rossa | SF    | 7-5, 4-6, 6-4 |
| 4.   | Diego Schwartzman | 9       | Madrid Open, Madrid               | Terra rossa | 2T    | 2-6, 6-4, 6-1 |
| 5.   | Daniil Medvedev   | 2       | Internazionali d'Italia, Roma     | Terra rossa | 2T    | 6-2, 6-4      |
| 2023 |                   |         |                                   |             |       |               |
| 6.   | Daniil Medvedev   | 3       | Madrid Open, Madrid               | Terra rossa | 4T    | 7-6(1), 6-4   |